# Power Rangers Megaforce

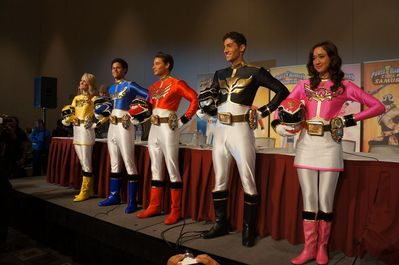
Besetzung von Power Rangers Megaforce (2012)

Power Rangers Megaforce ist die 20. Staffel der Power Rangers und wurde vom 2. Februar bis 7. Dezember 2013 auf Nick erstausgestrahlt. Die deutsche Fassung hatte zwischen 19. Oktober 2013 und 29. März 2014 Premiere. Als Admiral Malkor und seine außerirdischen Truppen die Erde bedrohen, beruft Gosei fünf Teenager zu den neuen Power Rangers, um die Erde zu beschützen.

## Besetzung und Synchronisation
| Figur                           | Darsteller           | Deutscher Sprecher |
| ------------------------------- | -------------------- | ------------------ |
| Troy Burrows / roter Ranger     | Andrew Gray          | Valentin Stilu     |
| Gia Moran / gelber Ranger       | Ciara Hanna          | Maximiliane Häcke  |
| Noah Carver / blauer Ranger     | John Mark Loudermilk | Christian Zeiger   |
| Emma Goodall / pinker Ranger    | Christina Masterson  | Lisa May-Mitsching |
| Jake Holling / schwarzer Ranger | Azim Risk            | Filipe Pirl        |
| Orion                           | Cameron Jebo         | Patrick Baehr      |
| Gosei                           | Geoff Dolan          | Jan Spitzer        |
| Tensou                          | Estevez Gillespie    | Rainer Fritzsche   |
| Roboknight                      | Chris Auer           | Erich Räuker       |
| Ernie                           | Shailesh Prajapati   | Rajvinder Singh    |
| Mr. Burley                      | Ian Harcourt         | Tobias Lelle       |
| Vrak                            | Jason Hood           | Frank Röth         |
| Admiral Malkor                  | Campbell Cooley      | Christoph Banken   |
| Levira                          | Rebecca Parr         | Debora Weigert     |
| Erzähler                        | Stig Eldred          | Oliver Siebeck     |